# لين كروسبي
لين كروسبي (بالإنجليزية: Lynn Crosbie)‏ (7 أغسطس 1963)؛ صحفية، كاتِبة، شاعرة وروائية كندية. درست في جامعة تورنتو.